# ОШ „Влада Аксентијевић” Београд
ОШ „Влада Аксентијевић” једна је од основних школа у општини Палилула. Налази се у улици Поенкареовој 8, а основана је 1956. године.
Школа носи име по Влади Аксентијевићу, учеснику Народноослободилачке борбе и народном хероју Југославије.

## Кратки историјат увођених предмета
Експериментално учење енглеског језика од 1. разреда уведено је 1998. године, изборна настава информатике, као прва на општини Палилула, 2001. године, а од те године у школи постоји и ђачки парламент, пре него што је и био законом предвиђен.
Била је међу првих 100 школа у Србији које су увеле пројекат грађанин за 6. разред и од првих 40 које су оформиле развојни тим и после обуке, сачиниле развојни план и реализовале пројекат мултимедијалне учионице који је из овог плана произашао.

## Школска такмичења
ИГРАРИЈАДА — У ОШ „Влада Аксентијевић” се дуги низ година одржава Ускршња "Играријада" у којој се такмиче одвојено одељења првог и другог разреда, за освајање школске титуле.
Учитељице пре манифестације извлаче из шешира папир на коме пише у којој боји ће одељење бити обучено.
Ова манифестација састављена је од 2 врсте дисциплина од којих су: прве игрице у којима ђаци носе пластична јаја у кашикама, скачу у џаковима, метлом контролишу лопту до циља; и друге у којој ђаци показују своја одељенска украшена ускршња јаја.
100 дана — Као што и само име каже, ова манифестација одржава се на стоти дан од почетка школске године. Она је више направљена у облику прославе тј. представе како би се првацима дочарала пријатна школска атмосфера.
ПОКАЖИ ШТА ЗНАШ — такмичење које је направљено по угледу на познату емисију Ја имам таленат, у којој ђаци од првог до четвртог разреда на школском подијуму своје таленте презентују жирију састављених од 2 наставника и директора школе.
Манифестација је први пут одржана школске 2014/2015. године и први победник била је Лара Росандић са одглумљеним монологом Моме Капора "Нисам ти то причала".

## Занимљивости
ОШ „Влада Аксентијевић” је била тема једне од епизода емисије "Учим да се не мучим" која се емитовала на "Happy" телевизији. У епизодама у којима је водитељ био Вук Росандић приказане су све основне школе Општине Палилула.
2009. године је школска кухињица модернизована у којој и даље деца обедују. Кухињица важи за једна од најчистијих у Општини.
26.10.2017. на прослави 60 година школе, први пут је изведена школска химна, која почиње са "У мирном куту у центру града гнезди се школа Акеснтијевић Влада" што можда и најбоље описује ову школу.
2017. године дошло је до инцидента у самом дворишту школе у по подневној смени. Актуелни директор школе Небојша Нововић и обезбеђење било је савладано и претучено од стране оца двоје малолетне деце. Отац је прво био замољен да децу, која нису ђаци школе, изведе из школског дворишта док се велики одмор не заврши. Он је одбио, насрнуо је на поменуту двојицу. Случај није доспео у већу жижу јавност јер директор није хтео да даје било какве коментаре, негирајући да се било шта догодило. Забринути родитељи су контактирали медије о овом догађају.

## Познати ђаци
- Мирјана Бобић Мојсиловић – српска књижевница и новинарка[6]
- Зорица Томић – културолог, социолог, публициста и колумниста
- Миона Марковић – глумица
- Миљен Крека Кљаковић – српски филмски сценограф
- Ивана Димић – књижевница и драматург
- Владимир Ђорђевић – новинар, водитељ/коментатор
- Павле Гајић – аматер/почетник средњошколског глумишта
- Весна Кршић Секулић – пијанисткиња
- Грујица Спасовић – новинар
- Оливер Пастор – виолиниста
- Марија Рашајски – професорка
- Мадам Пиано – певачица
- Александар Анђић – фоторепортер

## Галерија
- ОШ „Влада Аксентијевић”
- Двориште школе
- ОШ „Влада Аксентијевић”